# هرمان الدلماطي
هرمان الدلماطي (باللاتينية: Hermann Alemanus) مترجم الأعمال الفلسفية العربية إلى اللاتينية. كان يعمل في مدرسة طليطلة للمترجمين في منتصف القرن الثالث عشر تقريبًا (من حوالي 1240 إلى 1256) ومن المؤكد تقريبًا أنه رُبط بهيرمانوس الذي كان أسقف أسترقة في ليون من عام 1266 حتى وفاته عام 1272.
عين رئيسا لشمامسة سربابيلونا ثم راعياً لكنيسة شيني (  1141- 43 ) ثم أسقفاً على استورجه .
ونقل إصلاح المجسطي للمجريطي ( تولوز 1143 ثم نشر النص في إسبانيا 1240 ثم نشر هايبرج الترجمة اللاتينية في كتاب الهيئة الصغير لبطليموس، ليبزيج 1907) وعلم الأخلاق وبعض الرسائل في الكيمياء، وصنف في كتاب البلاغة والشعر لأرسطو، مستعيناً بشرح الفارابي على البلاغة، وبتلخيص ابن رشد للشعر، وفي الجوهر متأثراُ بالعرب، كما ترجم رودلف دي بروجس  R. de Bruges  تلميذ هرمان شروح مسلمة المجريطي على نظام الرياضي لبطليموس.